# Magazijn De Zon (Gouda)
Magazijn de Zon is een in 1909 door de Rotterdamse architect Piet Buskens ontworpen jugendstilpand in het centrum van Gouda.

## Historie
In 1904 vestigden de gebroeders Van Haeren, twee ondernemers afkomstig uit 's-Hertogenbosch, zich in Gouda en begonnen op de hoek van de Dubbele Buurt en de Wijdstraat een zaak in manufacturen en dergelijke. Het bedrijf kreeg de naam Magazijn de Zon en werd een filiaal van Vroom & Dreesmann. Enkele jaren later kochten zij ook de naastgelegen woning en gaven de architect Piet Buskens de opdracht om beide panden te vervangen door een nieuw warenhuis. Buskens gaf het gebouw een jugendstilkarakter. Hij maakte daarbij gebruik van glas in lood, staal, natuursteen en siermetselwerk. Mede door de centrale ligging, recht tegenover de Markt, werd het een beeldbepalend gebouw in het centrum van Gouda.
Het gebouw kreeg ook de nodige kritiek te verduren. Zo merkte mr. Adriaan Loosjes, schrijver van de reeks Nederland in beeld, in 1923 in het weekblad ‘Buiten’ op: Is het niet treurig, dat men straffeloos voor tientallen jaren een stad op dergelijke manier kan verontreinigen.
Vroom en Dreesmann zou tot 1965 het pand blijven gebruiken. Daarna vonden respectievelijk een militaire dump, autodealer, een tapijt- en gordijnenwinkel en een gokautomatenhal er hun onderdak. In 1989 werd het pand gerestaureerd en zo veel mogelijk in de oude staat teruggebracht. Op de bovenverdieping werd een penthouse gerealiseerd. Inmiddels heeft de automatenhal het pand weer verlaten. In februari 2010 werd de ING-Bank in het gebouw gevestigd. Het pand is erkend als een gemeentelijk monument.